# HSPE1
HSPE1 (англ. Heat shock protein family E (Hsp10) member 1, шаперонін 10 (cpn10) або фактор ранньої вагітності (EPF)) – білок, який кодується однойменним геном, розташованим у людей на короткому плечі 2-ї хромосоми. Довжина поліпептидного ланцюга білка становить 102 амінокислот, а молекулярна маса — 10 932.
| 10         |  | 20         |  | 30         |  | 40         |  | 50         |
| ---------- |  | ---------- |  | ---------- |  | ---------- |  | ---------- |
| MAGQAFRKFL |  | PLFDRVLVER |  | SAAETVTKGG |  | IMLPEKSQGK |  | VLQATVVAVG |
| SGSKGKGGEI |  | QPVSVKVGDK |  | VLLPEYGGTK |  | VVLDDKDYFL |  | FRDGDILGKY |
| VD         |  |            |  |            |  |            |  |            |

A: Аланін

D: Аспарагінова кислота

E: Глутамінова кислота

F: Фенілаланін

G: Гліцин

I: Ізолейцин

K: Лізин

L: Лейцин

M: Метіонін

P: Пролін

Q: Глутамін

R: Аргінін

S: Серин

T: Треонін

V: Валін

Кодований геном білок за функцією належить до шаперонінів. 
Задіяний у такому біологічному процесі як відповідь на стрес. 
Локалізований у мітохондрії.